# Santia milleri
Santia milleri là một loài chân đều trong họ Santiidae. Loài này được Menzies & Glynn miêu tả khoa học năm 1968.